# Schönwälder Hochflächen
Das FFH-Gebiet Schönwälder Hochflächen in Baden-Württemberg wurde 2005 durch das Regierungspräsidium Freiburg angemeldet. Mit Verordnung des Regierungspräsidiums Freiburg zur Festlegung der Gebiete von gemeinschaftlicher Bedeutung vom 25. Oktober 2018 (in Kraft getreten am 11. Januar 2019) wurde das Schutzgebiet ausgewiesen. 

## Lage
Das 1703,4 Hektar große Schutzgebiet Schönwälder Hochflächen liegt in den Naturräumen Hochschwarzwald und Südöstlicher Schwarzwald. Es liegt vollständig im Schwarzwald-Baar-Kreis mit den Gemeinden Schönwald im Schwarzwald, Schonach im Schwarzwald und Furtwangen im Schwarzwald.

## Schutzzweck

### Lebensraumtypen
Folgende Lebensraumtypen nach Anhang I der FFH-Richtlinie kommen im Gebiet vor:
| EU Code | * | Lebensraumtyp (offizielle Bezeichnung)                                                                          | Kurzbezeichnung                              |
| ------- | - | --- | -------------------------------------------- |
| 3160    |   | Dystrophe Seen und Teiche                                                                                       | Dystrophe Seen                               |
| 3260    |   | Flüsse der planaren bis montanen Stufe mit Vegetation des Ranunculion fluitantis und des Callitricho-Batrachion | Fließgewässer mit flutender Wasservegetation |
| 4030    |   | Trockene europäische Heiden                                                                                     | Trockene Heiden                              |
| 6230    | * | Artenreiche montane Borstgrasrasen (und submontan auf dem europäischen Festland) auf Silikatböden               | Artenreiche Borstgrasrasen                   |
| 6430    |   | Feuchte Hochstaudenfluren der planaren und montanen bis alpinen Stufe                                           | Feuchte Hochstaudenfluren                    |
| 6510    |   | Magere Flachland-Mähwiesen (Alopecurus pratensis, Sanguisorba officinalis)                                      | Magere Flachland-Mähwiesen                   |
| 6520    |   | Berg-Mähwiesen                                                                                                  | Berg-Mähwiesen                               |
| 7110    |   | Lebende Hochmoore                                                                                               | Naturnahe Hochmoore                          |
| 7120    | * | Noch renaturierungsfähige degradierte Hochmoore                                                                 | Geschädigte Hochmoore                        |
| 7140    |   | Übergangs- und Schwingrasenmoore                                                                                | Übergangs- und Schwingrasenmoor              |
| 7230    |   | Kalkreiche Niedermoore                                                                                          | Kalkreiche Niedermoore                       |
| 8220    |   | Silikatfelsen mit Felsspaltenvegetation                                                                         | Silikatfelsen mit Felsspaltenvegetation      |
| 91D0    | * | Moorwälder | Moorwälder                                   |
| 91E0    | * | Auen-Wälder mit Alnus glutinosa und Fraxinus excelsior (Alno-Padion, Alnion incanae, Salicion albae)            | Auenwälder mit Erle, Esche, Weide            |
| 9410    |   | Montane bis alpine bodensaure Fichtenwälder (Vaccinio-Piceetea)                                                 | Bodensaure Nadelwälder                       |

### Arteninventar
Folgende Arten von gemeinschaftlichem Interesse kommen im Gebiet vor:
| Bild         | EU Code | * | Art                 | wissenschaftlicher Name | Artengruppe           |
| ------------ | ------- | - | ------------------- | ----------------------- | --------------------- |
| Bachneunauge | 1096    |   | Bachneunauge        | Lampetra planeri        | Fische und Rundmäuler |
| Groppe       | 1163    |   | Groppe              | Cottus gobio            | Fische und Rundmäuler |
|              | 1387    |   | Rogers Goldhaarmoos | Orthotrichum rogeri     | Moose                 |

### Zusammenhängende Schutzgebiete
Die Naturschutzgebiete Laubeck-Rensberg, Blindensee und Elzhof liegen innerhalb des FFH-Gebiets.